# Гетиков, Юрий Алексеевич
Юрий Алексеевич Гетиков (19 июня 1971, Гомельская область) — советский и российский футболист, полузащитник.

## Карьера игрока
Воспитанник омского футбольного клуба «Шинник» (тренер Ю. А. Cугатов). С 1988 по 1991 играл во второй лиге за омский «Иртыш» на позиции центрального полузащитника. За это время получил приглашения в «Спартак» (Москва), «Шахтер» (Донецк), «Уралмаш» (Екатеринбург), по разным причинам переход в эти клубы не состоялся. В 1990 году забил за «Иртыш» 9 голов, этот результат является рекордом для молодых игроков (до 19 лет) за всю историю клуба. В 1992 тренер симферопольской «Таврии» Анатолий Заяев пригласил Гетикова к себе. Гетиков играл в высшей лиге Украины до 1993 года. В 1992 году команда стала первым чемпионом Украины, выступала в Лиге чемпионов. После игры против швейцарского «Сьона» появилась информация, что чемпион Швейцарии заинтересовался Гетиковым, но дальше разговоров дело не пошло. В 1993 году получил предложение от К. А. Шперлинга, возглавлявшего «Балтику», переехать в Калининград. В «Балтике» завоевал третье место в первом дивизионе. Затем в карьере Гетикова было возвращение в высшую лигу Украины («Темп» Шепетовка, «Таврия» Симферополь). В 1995 году получил предложение от омского «Иртыша». В 1996 году «Иртыш» выиграл турнир во второй лиге, установил рекорд для омского футбола — одержав победы во всех домашних матчах чемпионата.
В феврале 1998 тренер самарских «Крыльев Советов» Аверьянов предложил Гетикову контракт. В команде дебютировал 11 апреля, выйдя на замену в матче с «Ураланом». Главный тренер не доверял игроку, а когда было завоевано место в составе, Гетиков получил травму. Следующий тренер «Крыльев Советов» Тарханов взял игрока на сборы, где тот заболел, и контракт не был подписан. В 1999 перешёл в клуб первого дивизиона «Газовик-Газпром», был ведущим полузащитником команды, играл за него до 2001 года. Осенью 2001 года вместе с тренером Александром Ивченко уехал в Омск, в котором играл за местный «Иртыш» весь сезон 2002, забив 7 голов и сделав 15 передач. В следующем сезоне он выступал в ставропольском «Динамо». На сборах на Кипре получил повреждения двух менисков, не смог восстановиться после травмы и карьера пошла на спад. Закончил свою карьеру в новокузнецкой команде «Металлург-Кузбасс».

## Карьера тренера
В январе 2012 возглавил молодёжный состав омского «Иртыша». Выиграл с командой первенство среди студентов, выступая за СибГУФК. Впервые в истории омских дублеров в чемпионате 2012/13 команда заняла 2 место. Футболисты 1993-94 годов рождения, пришедшие в дубль, весной 2013 года стали чемпионами России впервые в истории омского футбола. В декабре 2012 года — исполняющий обязанности главного тренера, выигран турнир в Омске с участием местных молодёжных команд. С весны 2013 работал в структуре СК «Таврия», а после ФК «ТСК-Таврия» (юноши 1997 г. р. — чемпионы Крыма). В 2015 году возглавлял «Беркут» из Армянска. После зимних сборов покинул команду в связи с катастрофическим финансовым положением. 27 февраля 2016 назначен тренером клуба «ТСК-Таврия» в штабе главного тренера Сергея Яковлевича Шевченко. Команда стала первым чемпионом премьер-лиги Крыма. Во втором чемпионате после отстранения главного тренера Гетиков написал заявление об уходе по собственному желанию. В 2017 году был приглашен в тренерский штаб ставропольского «Динамо» в качестве второго тренера, руководители клуба предлагали тренеру остаться, но большие трудности в финансировании команды вынудили Гетикова написать заявление об уходе по собственному желанию.
С 2019 года является тренером в спортшколе московского «Торпедо».

## Достижения
- Золото Чемпионата Украины — 1992
- Бронза Первого дивизиона России — 1994
- Трехкратный победитель второго дивизиона России- 1988,1989,1996

## Достижения тренера
- Чемпион Премьер-лиги Крыма (2015/16).
- Обладатель Суперкубка Премьер-лиги Крыма (2016)
- Чемпион Крыма среди юношей 1997 г. р. (2014).
- Серебряный призёр чемпионата ЛФК зоны Урала и Зап. Сибири (2012/13).
- Чемпион среди студенческих команд Омской области (2012).